# 酒井忠挙
酒井 忠挙（さかい ただたか）は、江戸時代前期の譜代大名。上野厩橋藩（前橋藩）の第5代藩主。雅楽頭系酒井家10代。第4代将軍・徳川家綱時代に大老を務めた酒井忠清の長男。正室は筑前福岡藩主・黒田光之の娘、筑姫。幕府役職は奏者番兼寺社奉行、後に大留守居。第8代将軍・徳川吉宗の政権下では政治顧問として老中並に重用された。号は咸休子。

## 生涯
明暦2年（1656年）に出仕し、寛文4年（1664年）に元服、翌年に従四位下に叙任、寛文6年（1666年）から父が行っていた殿中儀礼を務めた。寛文10年（1670年）に侍従に叙任され、延宝9年（1681年）2月27日、父が幕政を退き隠居したため家督を相続。襲封した15万石のうち2万石を弟の酒井忠寛に分与し、分家伊勢崎藩の創設を幕府に認められる。
同年5月19日に父が没し、6月28日に父が裁定を下した越後騒動の連座で第5代将軍・徳川綱吉から逼塞を命じられた。12月27日に逼塞を解かれ、貞享2年（1684年）4月には奏者番兼寺社奉行に就任し、元禄2年（1689年）には病のため辞職した。元禄9年（1696年）に溜間詰になり、元禄11年（1698年）2月15日に江戸城大留守居に任じられた。しかし、延宝2年（1674年）の松平定房以来24年ぶりの役職であるため、職務に戸惑うことが多く、老中・阿部正武や側用人の柳沢吉保に問い合わせをしている。その後も勤務状況は変わらず、元禄13年（1700年）2月15日に病気で辞職した。大留守居については、家格の高い酒井氏に与えた閑職ではないかとされている。
宝永4年（1707年）には2万石加増を受け15万石に復するが、同年11月7日に隠居、家督を長男の忠相に譲った。しかし、忠相が僅か3ヵ月後の宝永5年（1708年）1月25日に急死、後を継いだ孫の親愛は若年のため、隠居の身でありながら親愛の後見を務めた。また、親戚の豊前中津藩主小笠原長胤の不行跡を改めようとしていた（しかし、後に相談を打ち切り、小笠原長胤は改易された）。
幕府政治への改革を度々老中への私信という形で提言したが、綱吉政権では取り上げられなかった。しかし、紀州藩主・徳川吉宗が第8代将軍に就任すると稲葉正往・小笠原長重と共に幕府の旧臣として優遇された。とりわけ吉宗は忠挙を召しだしたり林信篤を通して下問したので忠挙も吉宗に意見を申し上げている。享保5年（1720年）11月13日に死去、享年73。
藩政は文武両道を心がけ、辻月丹資茂に無外流剣術を学び、儒学者佐藤直方を招聘した。検地と社倉制を始め、『前橋風土記』の編纂や藩校好古堂を興したり、厩橋城の名を前橋城に改めた。しかし、忠挙の頃には前橋領は荒廃し、元禄12年（1699年）に暴風雨に見舞われ、宝永3年（1706年）には利根川氾濫で本丸3層の櫓が倒壊する。この為、忠挙は宝永7年（1710年）、幕府に前橋から近畿の先進地への国替を工作したが失敗している。しかし、もはや国替により危機を脱するしか方途がないというのがこの後、藩首脳の暗黙の了解となってゆく。
貞享元年（1684年）には真田氏が改易された沼田藩の旧領地の検地を命じられ、真田氏の寛文年間の検地による内高14万4000石を大きく下回る、6万石余りという石高を定めている。
元禄6年（1693年）から享保4年（1719年）まで老中や将軍の側近に宛てた書状は『御老中方窺之留』として現存している。
『土芥寇讎記』に拠れば、「（父と違い）男色も女色も好む気配はない」とされ、「聖賢に近く良将である」とされている。

## 年譜
- 慶安元年（1648年）：誕生
- 天和元年（1681年）：相続、2万石分与
- 貞享4年（1687年）：奏者番兼寺社奉行（3月10日）
- 元禄2年（1689年）：奏者番兼寺社奉行を辞任（7月21日）
- 元禄3年（1690年）：名を「忠明」から「忠挙」に改める（11月13日）[3]
- 元禄9年（1696年）：溜詰
- 元禄11年（1698年）：大留守居
- 元禄13年（1700年）：大留守居免
- 宝永4年（1707年）：2万石加増、致仕隠居
- 享保5年（1720年）：死去（享年73）

## 官職および位階等の履歴
- 寛文元年（1661年）：従五位下河内守
- 寛文5年（1665年）：従四位下
- 寛文10年（1670年）：侍従
- 元禄11年（1698年）：雅楽頭
- 宝永2年（1705年）：近衛少将
- 宝永4年（1707年）：勘解由

## 関連書籍
- 福留真紀『徳川将軍側近の研究』校倉書房、2006年
- 福田千鶴『酒井忠清』吉川弘文館・人物叢書、2000年
- 福留真紀『名門譜代大名・酒井忠挙の奮闘』角川学芸出版、2009年